# Virgínia Novel Martí
Virgínia Novel Martí (Barcelona 1944 - 2025) fue una podóloga, docente y dirigente profesional española, destacada por su papel en la consolidación de la podología como disciplina sanitaria en España. Fue presidenta del Colegio Oficial de Podólogos de Cataluña y del Consejo General de Colegios Oficiales de Podólogos de España, además de tener una larga trayectoria docente en la Universidad de Barcelona.

## Biografía
Novel inició su carrera académica en la Universidad de Barcelona en 1976, donde se convirtió en profesora titular en 1991. Durante su trayectoria, impulsó la profesionalización de la podología y su integración en el ámbito sanitario universitario. 
Entre 1990 y 2012, dirigió la Clínica Podológica Universitaria de la Universidad de Barcelona, convirtiéndola en un centro de referencia. Posteriormente, entre 2012 y 2014, lideró el Hospital Podológico de la misma universidad, el primer hospital universitario de España dedicado exclusivamente a la podología. 
Presidió el Colegio Oficial de Podólogos de Cataluña entre 1994 y 2009 y el Consejo General de Colegios Oficiales de Podólogos de España entre 1999 y 2012. Durante su mandato, trabajó por la regulación de la profesión y la mejora de la formación académica de los podólogos. 

## Reconocimientos y premios
Su trayectoria fue reconocida con diversas distinciones:
- Doctora honoris causa en Ciencias Médicas por la Pennsylvania College of Podiatric Medicine (1998).
- Medalla al trabajo President Macià otorgada por la Generalitat de Cataluña (1999).
- Medalla Josep Trueta en el mérito sanitario (2010).
- Premio Leonardo Escachs (2011), concedido por el Colegio de Podólogos de Cataluña.
- Nombrada decana de honor del Colegio Profesional de Podólogos de la Comunidad de Madrid (2015).